# Jeremy Kemp
Jeremy Edmund Walker (Chesterfield, 3 de enero de 1935 - Londres, 19 de julio de 2019), conocido como Jeremy Kemp, fue un actor británico de teatro, televisión y cine.

## Biografía
Hijo de Edmund Reginald Walker, un ingeniero, y Elsa May Walker (nacida Kemp), estudió en el Abbottsholme School en Rocester, Staffordshire. Realizó su servicio militar en el regimiento de infantería Gordon Highlanders, para luego continuar estudios de teatro en el Central School of Speech and Drama en Londres, debutando en 1957 con el nombre de Jeremy Kemp en la obra Misery Me, de Denis Cannan. Al año siguiente actuó en Londres en las obras Las sillas, de Eugène Ionesco en el Royal Court Theatre; y  Macbeth en el Old Vic Theatre. Permaneció en el Old Vic Theatre de 1959 a 1961.
En 1962 y 1963 formó parte del elenco de la serie de televisión de la BBC, Z-Cars, participando en 34 episodios. De 1963 a 1965 continuó trabajando en series de televisión, con la excepción de una corta aparición en el largometraje Cleopatra (1963) y en un segmento del filme Dr. Terror's House of Horrors (1965). Ese mismo año participó en el largometraje Operación Crossbow, seguido al año siguiente de The Blue Max, por el cual fue candidato al premio BAFTA 1966 al Mejor actor principal promisorio, por su papel como Willi von Klugermann, un aristocrático piloto alemán.
El papel de militar aristócrata alemán, u oficial militar británico también lo interpretó en otros filmes, series de televisión o telefilmes, como Darling Lili (1970) , la serie de televisión La fuga de Colditz (1974), A Bridge Too Far (1977), Elemental, Dr. Freud (1976), el telefilme Evita Perón (1981), la serie de televisión Vientos de guerra (1983), el telefilme George Washington (1984), el filme Top Secret! (1984), y la serie de televisión Pedro el Grande (1986), pero su versatilidad también lo llevó a interpretar papeles en filmes de género histórico, de espionaje, de ciencia ficción, de aventura, dramático, o policíaco.
Entre sus apariciones más recientes en la pantalla grande figura Cuatro bodas y un funeral (1994).
Su carrera profesional abarca de 1962 a 1998, período durante el que apareció en 29 largometrajes, 10 películas para televisión, 17 series de televisión y 11 obras de teatro.